# Allemand autrichien

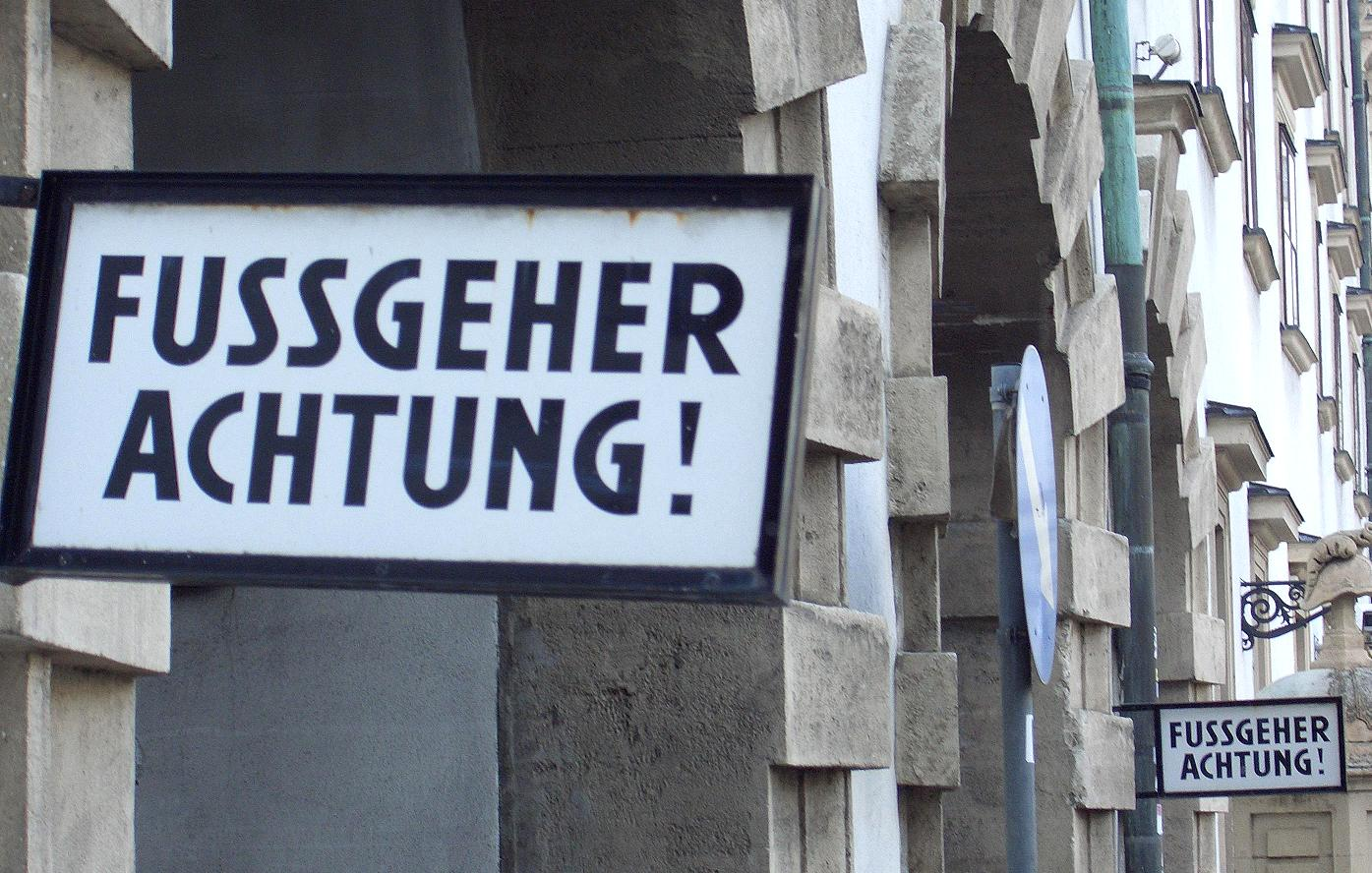
Un panneau à Vienne « Piétons, attention ! » utilisant le mot Fußgeher (en majuscules FUSSGEHER), au lieu de Fußgänger utilisé en Allemagne

L'allemand autrichien (en allemand : Österreichisches Deutsch, selon les linguistes Österreichisches Standarddeutsch) est la variété d'allemand standard utilisée en Autriche. L'allemand standard dans le Trentin-Haut-Adige en Italie, qui est une région historique d'Autriche, est en route vers son propre standard. L'allemand autrichien est caractérisé par un vocabulaire et des expressions spécifiques, par des particularités de grammaire, de prononciation et d'orthographe, ainsi que par l'absence ou la rareté de certains éléments de l'allemand utilisé en dehors de l'Autriche. L’allemand autrichien standard va conceptuellement à l'encontre de l'axiome d'un allemand standard unique.
Cette variété linguistique est à distinguer des dialectes bavarois et alémaniques parlés en Autriche.

## Vocabulaire
Voici une liste non-exhaustive de termes qui diffèrent entre les deux standards.
| Allemand d'Allemagne | Allemand d'Autriche | Français       |
| -------------------- | ------------------- | -------------- |
| Stuhl                | Sessel              | chaise         |
| Kühlschrank          | Eiskasten           | réfrigérateur  |
| Januar               | Jänner              | janvier        |
| Februar              | Feber               | février        |
| Treppe               | Stiege              | escalier       |
| Verkehrshelfer       | Schülerlotse        | brigadier      |
| Kissen               | Polster             | oreiller       |
| Tomate               | Paradeiser          | tomate         |
| Aubergine            | Melanzani           | aubergine      |
| Kartoffel            | Erdapfel            | pomme de terre |
| Brötchen             | Semmel              | petit pain     |

### Dictionnaires
- (de) Jakob Ebner, Österreichisches Deutsch. Wörterbuch der Gegenwartssprache in Österreich, Berlin, Dudenverlag, 2019 (ISBN 978-3-411-04985-1).
- (de) Christiane M. Pabst et Magdalena Eybl, Österreichisches Wörterbuch. 44 ème édition, Vienne, 2022 (ISBN 978-3-209-10747-3).

### Études
- Rudolf de Cillia, « Politiques linguistiques et plurilinguisme en Autriche », Asinag, no 14,‎ 2019, p. 111-128 (lire en ligne ).
- (de) Stefan Dollinger, Österreichisches Deutsch oder Deutsch in Österreich? Identitäten im 21. Jahrhundert, 3ème édition, Vienne, Hambourg, New Academic Press, 2021 (lire en ligne).
- (de) Heinz-Dieter Pohl, « Österreichische Identität und österreichisches Deutsch », Kärntner Jahrbuch für Politik,‎ 1999, p. 71–103.
- (de) Wolfgang Pollak, Was halten die Österreicher von ihrem Deutsch? Eine sprachpolitische und soziosemiotische Analyse der sprachlichen Identität der Österreicher, Vienne, Österreichische Gesellschaft für Semiotik/Institut für Soziosemiotische Studien, 1992.
- Robert Sedlaczek, Das österreichische Deutsch, Vienne, Überreuter, 2004 (ISBN 3-8000-7075-8).
- Erich Weider, « Vorfahrt, Vortritt oder Vorrang ? ou l'émancipation des sudistes germanophones », La linguistique, vol. 44, no 1,‎ 2008, p. 73-90 (lire en ligne ).